# Route nationale 815a
La route nationale 815a est une ancienne route nationale française créée en 1959 reliant avant son déclassement en 1972 Boulleville au pont de Tancarville alors tout juste ouvert à la circulation. Elle a été déclassée sur la totalité de son parcours, située dans le département de l'Eure en RN 178, elle-même déclassée en 2006 en RD 6178.

## Tracé
La RN 815a  se sépare de la RN 815 au niveau de Boulleville pour achever son parcours au sud du pont de Tancarville sur la RN 810. Elle a la particularité de ne traverser aucun village, contournant les bourgs de Boulleville, Saint-Maclou et Foulbec.